# Talsperre Jinping II
Das Wasserkraftwerk Jinping II (chinesisch 錦屏二級水電站, Pinyin Jinpíng Èrjí Shuidiàn Zhàn) bzw. die Jinping-II-Talsperre ist ein in Bau befindliches großes Wasserkraftwerk an der „Jinping-Biegung“ des Yalong Jiang in Sichuan, Volksrepublik China. Der Bau begann im Januar 2007 und bei Fertigstellung im Jahr 2014 wird das Kraftwerk eine Nennleistung von 8 mal 600 = 4800 MW haben. Nach anderen Angaben sind es 8 mal 550 MW = 4400 MW.
Während die 7,5 km flussaufwärts liegende Jinping-I-Talsperre ein viel größeres Absperrbauwerk hat und mit ihrem großen Stausee der Wasserversorgung dient, staut Jinping II einen eher kleinen Stausee auf und wird vor allem für die Stromgewinnung aus Wasserkraft genutzt.
An der Flussbiegung sind die Bedingungen sehr günstig für die Wasserkraft. Der Fluss kommt nach einer Fließlänge von 150 km bis auf 16 km an seinen Lauf zurück und hat dort zwischen beiden Seiten ein Gefälle von 310 m. Der Fluss wird an der westlichen Seite der Biegung von einer nur 37 m hohen und 162 m langen wehrartigen Staumauer aufgestaut. Das Wasser wird durch vier 16,6 km lange Druckstollen zum Kraftwerk geleitet. Dort treibt es acht Francis-Turbinen an.
Die beiden Wasserkraftwerke Jinping I and Jinping II mit zusammen 8400 MW waren schon seit 1965 geplant.